# Deficiencia de carnosinasa
La carnosinemia es una rara enfermedad hereditaria causada por un error congénito del metabolismo. Está producida por la deficiencia en la enzima carnosinasa. Se transmite de padres a hijos según un patrón autosómico recesivo, lo que significa que para que un individuo presente la enfermedad debe recibir una copia del gen defectuoso de cada uno de sus dos progenitores. Se manifiesta en el primer año de vida con diferentes trastornos neurológicos que pueden incluir retraso sicomotor y mioclónias, sin embargo algunas personas que presentan la anomalía bioquímica, no manifiestan síntoma alguno.

Patrón de herencia asutosómica recesiva

La carnosina es un dipeptido compuesto por beta-alanina e histidina que se encuentra en el músculo esquelético y las células del sistema nervioso. La deficiencia en la enzima carnosinasa hace que la carnosina no pueda ser metabolizada y se acumule en los tejidos del organismo, observándose en las personas afectadas concentraciones elevadas de carnosina en sangre y orina.